# 溫肇江
温肇江（1779年—1842年），字翰初，江蘇上元縣人。清朝政治人物。

## 生平
乾隆四十四年（1779年）出生，温葆深之兄长。肄业於尊经书院。工隶书。道光八年（1828年）举人，道光十二年（1832年）进士。官户部郎中。道光二十二年（1842年）卒。